# Aphelandra alexandri
Aphelandra alexandri är en akantusväxtart som beskrevs av Emery Clarence Leonard. Aphelandra alexandri ingår i släktet Aphelandra och familjen akantusväxter. Inga underarter finns listade i Catalogue of Life.